# Lindenhof (Hatzfeld)
Lindenhof is een plaats in de Duitse gemeente Hatzfeld, deelstaat Hessen, en telt 120 inwoners (2004).